# Heinrich Kopetz mladší
Heinrich Kopetz, též Jindřich Karel Kopetz (5. ledna 1852 Šluknov – 13. ledna 1920 Ústí nad Labem), byl rakouský šlechtic, právník a politik německé národnosti z Čech, počátkem 20. století poslanec Českého zemského sněmu.

## Biografie
Pocházel ze starého a vlivného rodu, původem z Komárna. Od 18. století rodina žila v západních Čechách. Prastrýc Martin Adolf Kopetz (1764–1832) byl rektorem pražské univerzity. Jeho bratr Václav Gustav Kopetz (1781–1857) byl profesorem na pražské univerzitě. Roku 1849 koupil od svého švagra Antonína Veitha statek Sukorady. Václav Gustav Kopetz byl roku 1833 povýšen na šlechtice a roku 1836 na rytíře. Synem Václava Gustava Kopetze byl Heinrich Kopetz (1821–1904), který působil jako místodržitelský rada a zasedal na zemském sněmu i v Říšské radě. Jeho synem byl Heinrich Kopetz mladší, který se narodil roku 1852 ve Šluknově, kde jeho otec tehdy působil na okresním hejtmanství.
Vystudoval práva v Praze a roku 1874 získal titul doktora práv. Působil jako notářský substituent, pak jako notář. Byl členem notářské komory v Mostě pro okresy Most a Litoměřice. Od roku 1884 působil jako notář v Žamberku. Zasedal v notářském kolegiu v Hradci Králové. Od roku 1890 až do roku 1905 byl notářem v Lovosicích, později působil na notářském úřadu v Ústí nad Labem. Byl též majitelem panství Sukorady a Ústí nad Labem a od roku 1869 členem Vlastenecko-hospodářské společnosti. Statek Sukorady zdědil po otci, ale ještě počátkem 20. století ho prodal. Dne 10. května 1882 se jeho manželkou stala Valerie von Limbeck, jejíž otec Karl von Limbeck byl činný v politice.
Angažoval se politicky. V zemských volbách v roce 1908 byl zvolen na Český zemský sněm za kurii velkostatkářskou. Uváděl se tehdy jako kandidát Strany ústavověrného velkostatku. Sněm se ovšem kvůli trvalým obstrukcím prakticky nescházel ve svém plénu (a roku 1913 byla jeho činnost ukončena tzv. Anenskými patenty). Heinrich Kopetz ovšem na poslanecký mandát rezignoval již v září 1909.
Zemřel v lednu 1920 na zápal plic.